# Kurt Russell

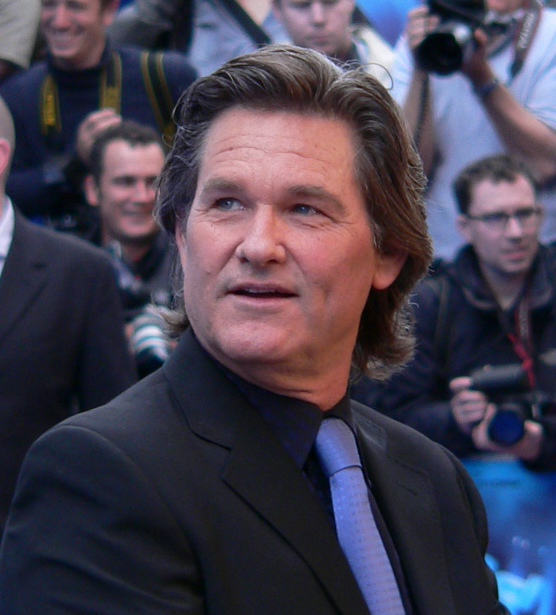
Russell em 2006

Kurt Vogel Russell (Springfield, Massachusetts, 17 de março de 1951) é um ator norte-americano.

## Política
Politicamente Russell se define como libertário, tendo afirmado que "Um governo constitucionalmente limitado. Eu acredito nisso. Liberdade, liberdade, liberdade. E nós estamos vivendo numa época muito interessante para os libertários porque a atual experiência americana está passando por um momento muito difícil em termos de liberdade."

## Família

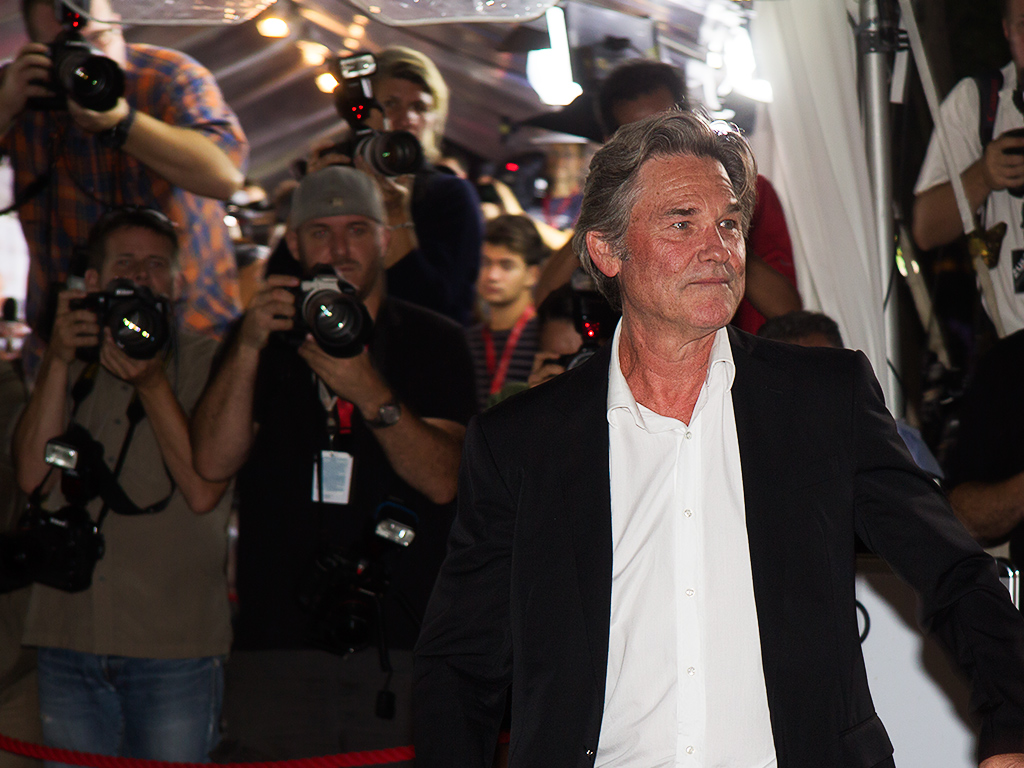
Kurt Russell em 2013 no Festival de Toronto

É filho do ator Bing Russell. Foi casado, entre 1979 e 1983, com a atriz Season Hubley, com quem tem um filho: Boston Russel, nascido em 1980. 
Vive com a atriz Goldie Hawn desde 1983 e juntos são pais de Wyatt Russell, nascido em Julho de 1986. Kurt é ainda padrasto de Oliver Hudson e de Kate Hudson. Em 2017, Russell recebeu uma Estrela na Calçada da Fama de Hollywood.

## Filmografia

### Filmes
| 1963 | Ruivas, Loiras e Morenas                        | Boy Kicking Mike                                               | Participação especial      | [ 3 ]       |
| 1964 | Guns of Diablo                                  | Jamie McPheeters                                               |                            |             |
| 1966 | Follow Me, Boys!                                | Whitey                                                         |                            |             |
| 1967 | Mosby's Marauders                               | Willie Prentiss                                                |                            | [ 4 ]       |
| 1968 | The One and Only, Genuine, Original Family Band | Sidney Bower                                                   |                            |             |
| 1968 | The Horse in the Gray Flannel Suit              | Ronnie Gardner                                                 |                            |             |
| 1969 | O Computador de Tênis                           | Dexter Riley                                                   |                            |             |
| 1971 | The Barefoot Executive                          | Steven Post                                                    |                            |             |
| 1971 | Fools' Parade                                   | Johnny Jesus                                                   |                            |             |
| 1972 | Now You See Him, Now You Don't                  | Dexter Riley                                                   |                            |             |
| 1973 | Charley e o Anjo                                | Ray Ferris                                                     |                            |             |
| 1973 | Superdad                                        | Bart                                                           |                            |             |
| 1975 | The Strongest Man in the World                  | Dexter Riley                                                   |                            |             |
| 1980 | Used Cars                                       | Rudy Russo                                                     |                            |             |
| 1981 | Fuga de Nova York                               | Snake Plissken                                                 |                            |             |
| 1981 | O Cão e a Raposa                                | Copper                                                         | Voz                        |             |
| 1982 | O Enigma de Outro Mundo                         | R.J. MacReady                                                  |                            |             |
| 1983 | Silkwood - O Retrato de uma Coragem             | Drew Stephens                                                  |                            |             |
| 1984 | Armas e Amores                                  | Lucky Lockhart                                                 |                            |             |
| 1985 | Temporada Sangrenta                             | Malcolm Anderson                                               |                            |             |
| 1986 | a última chance                                 | Reno Hightower                                                 |                            |             |
| 1986 | Os aventureiros do bairro proibido              | Jack Burton                                                    |                            |             |
| 1987 | Um Salto para a Felicidade                      | Dean Proffitt                                                  |                            |             |
| 1988 | Conspiração Tequila                             | Nick Frescia                                                   |                            |             |
| 1989 | Conflitos no Inverno                            | Wayland Jackson                                                |                            |             |
| 1989 | Tango & Cash                                    | Lieutenant Gabriel Cash                                        |                            |             |
| 1991 | Cortina de Fogo                                 | Lieutenant Stephen "Bull" McCaffrey / Captain Dennis McCaffrey | Dual role; also stunt      |             |
| 1992 | Obsessão Fatal                                  | Michael Carr                                                   |                            |             |
| 1992 | Capitão Ron, o Louco Lobo dos Mares             | Captain Ron Rico                                               |                            |             |
| 1993 | Tombstone - A Justiça Está Chegando             | Wyatt Earp                                                     |                            |             |
| 1994 | Stargate - A Chave para o Futuro da Humanidade  | Jack O'Neill                                                   |                            |             |
| 1996 | Momento Crítico                                 | Dr. David Grant                                                |                            |             |
| 1996 | Fuga de Los Angeles                             | Snake Plissken                                                 | Também escritor e produtor |             |
| 1997 | Breakdown - Implacável Perseguição              | Jeff Taylor                                                    |                            |             |
| 1998 | Soldado do futuro                               | Sergeant Todd "3465"                                           |                            |             |
| 2001 | 3000 Milhas para o Inferno                      | Michael Zane                                                   |                            |             |
| 2001 | Vanilla Sky                                     | Curtis McCabe                                                  |                            |             |
| 2002 | Viagem sem Destino                              | Captain Ives                                                   |                            |             |
| 2002 | A Face Oculta da Lei                            | Eldon Perry                                                    |                            |             |
| 2004 | Desafio no Gelo                                 | Herb Brooks                                                    |                            |             |
| 2004 | Jiminy Glick in Lalawood                        | Ele mesmo                                                      |                            |             |
| 2005 | Super Escola de Heróis                          | Steve Stronghold / The Commander                               |                            |             |
| 2005 | Sonhadora                                       | Ben Crane                                                      |                            |             |
| 2006 | Poseidon                                        | Robert Ramsey                                                  |                            |             |
| 2007 | À Prova de Morte                                | Stuntman Mike McKay                                            |                            |             |
| 2007 | Cutlass                                         | Dad                                                            | Curta-metragem             |             |
| 2011 | O Recomeço                                      | Coach Hand                                                     |                            |             |
| 2013 | Roubar é uma Arte                               | Crunch Calhoun                                                 |                            |             |
| 2014 | The Battered Bastards of Baseball               | Ele mesmo                                                      | Documentário               |             |
| 2015 | Velozes e Furiosos 7                            | Mrs.Nobody                                                     |                            |             |
| 2015 | Rastro de Maldade                               | Sheriff Franklin Hunt                                          |                            |             |
| 2015 | Os Oito Odiados                                 | John "The Hangman" Ruth                                        |                            |             |
| 2016 | Horizonte Profundo: Desastre no Golfo           | Jimmy Harrell                                                  |                            |             |
| 2017 | Velozes e Furiosos 8                            | Mr. Nobody                                                     |                            |             |
| 2017 | Guardiões da Galáxia Vol. 2                     | Ego the Living Planet                                          |                            |             |
| 2018 | Crônicas de Natal                               | Santa Claus                                                    |                            | [ 5 ]       |
| 2019 | Crypto - Máfia Digital                          | Martin Duran, Sr.                                              |                            |             |
| 2019 | Era uma Vez em... Hollywood                     | Randy Lloyd / O Narrador                                       | Dual role                  |             |
| 2019 | Quentin Tarantino: Os Oito Primeiros            | Ele mesmo                                                      | Documentário               | [ 6 ]       |
| 2020 | Crônicas de Natal: Parte Dois                   | Santa Claus                                                    | Ator e Produtor            |             |
| 2021 | Velozes & Furiosos 9: A Saga Velozes & Furiosos | Mr. Nobody                                                     |                            | [ 7 ]       |
| 2025 | The Rivals of Amziah King                       | ASA                                                            | Pós-produção               | [ 8 ] [ 9 ] |
| 2025 | Smurfs (filme)                                  | ASA                                                            | Voz                        |             |

## Prêmios
- Recebeu uma indicação ao Globo de Ouro de Melhor Ator Coadjuvante, por "Silkwood - O Retrato de Uma Coragem" (1983).
- Recebeu duas indicações ao Framboesa de Ouro de Pior Ator Coadjuvante, por Tango & Cash - Os Vingadores (1989) e de Pior Dupla, por "3000 Milhas para o Inferno" (2001).